# Forces nouvelles de Côte d'Ivoire
Pour les articles homonymes, voir Forces nouvelles.

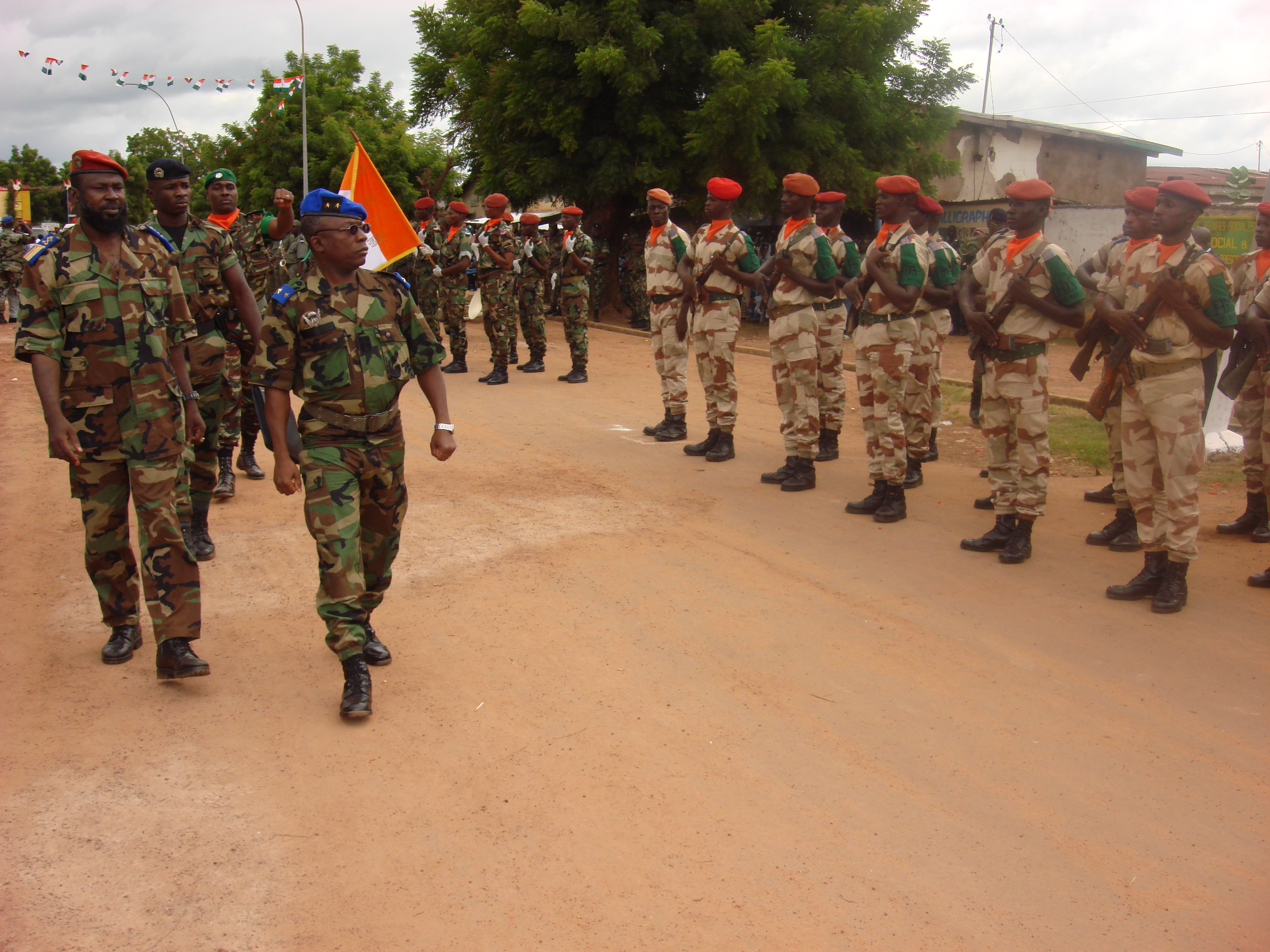
Le général Soumaïla Bakayoko, chef d'état-major des Forces nouvelles, passant ses troupes en revue à Odienné (nord-ouest de la Côte d'Ivoire).

Les Forces nouvelles de Côte d'Ivoire (FNCI) étaient une coalition de mouvements rebelles, le Mouvement populaire ivoirien du Grand Ouest (MPIGO), le Mouvement patriotique de Côte d'Ivoire (MPCI) et le Mouvement pour la justice et la paix (MJP) dont les éléments armés contrôlaient une zone baptisée « zone CNO » (Centre, Nord et Ouest), un territoire, d'une surface de 193 000 km2 (soit 60 % du territoire de la Côte d'Ivoire), pendant la première partie de la crise, de 2002 à 2007, essentiellement dans la partie nord du pays. Guillaume Soro était le secrétaire général de ce mouvement.
Les Forces nouvelles, organisées autour d'un cabinet civil et d'un état-major militaire, disposaient d'une branche armée appelées Forces Armées des Forces Nouvelles (FAFN), dont le chef d'état-major était le général Soumaïla Bakayoko et le chef d'état-major adjoint le commandant Issiaka Ouattara dit Wattao, un proche de Guillaume Soro dont il est le bras armé. Les FAFN sont organisées en plusieurs contingents pour chaque zone.
Après le dénouement de la crise post-électorale de 2010-2011, les FAFN sont dissoutes et une partie des hommes rejoint l’armée régulière mise en place le 17 mars 2011 sous le nom de Forces républicaines de Côte d'Ivoire (FRCI) (auxquelles s'adjoignent les Forces de défense et de sécurité), sous le commandement du colonel Patrice Kouassi. Une autre partie est désarmée et démobilisée avec plus ou moins de succès. Enfin, la branche politique, menée par Guillaume Soro, s'intègre pour une grande part au parti du nouveau chef de l'État, le Rassemblement des républicains (RDR), tandis que l'appellation « Forces nouvelles » disparaît de facto.

## Le contrôle du Nord

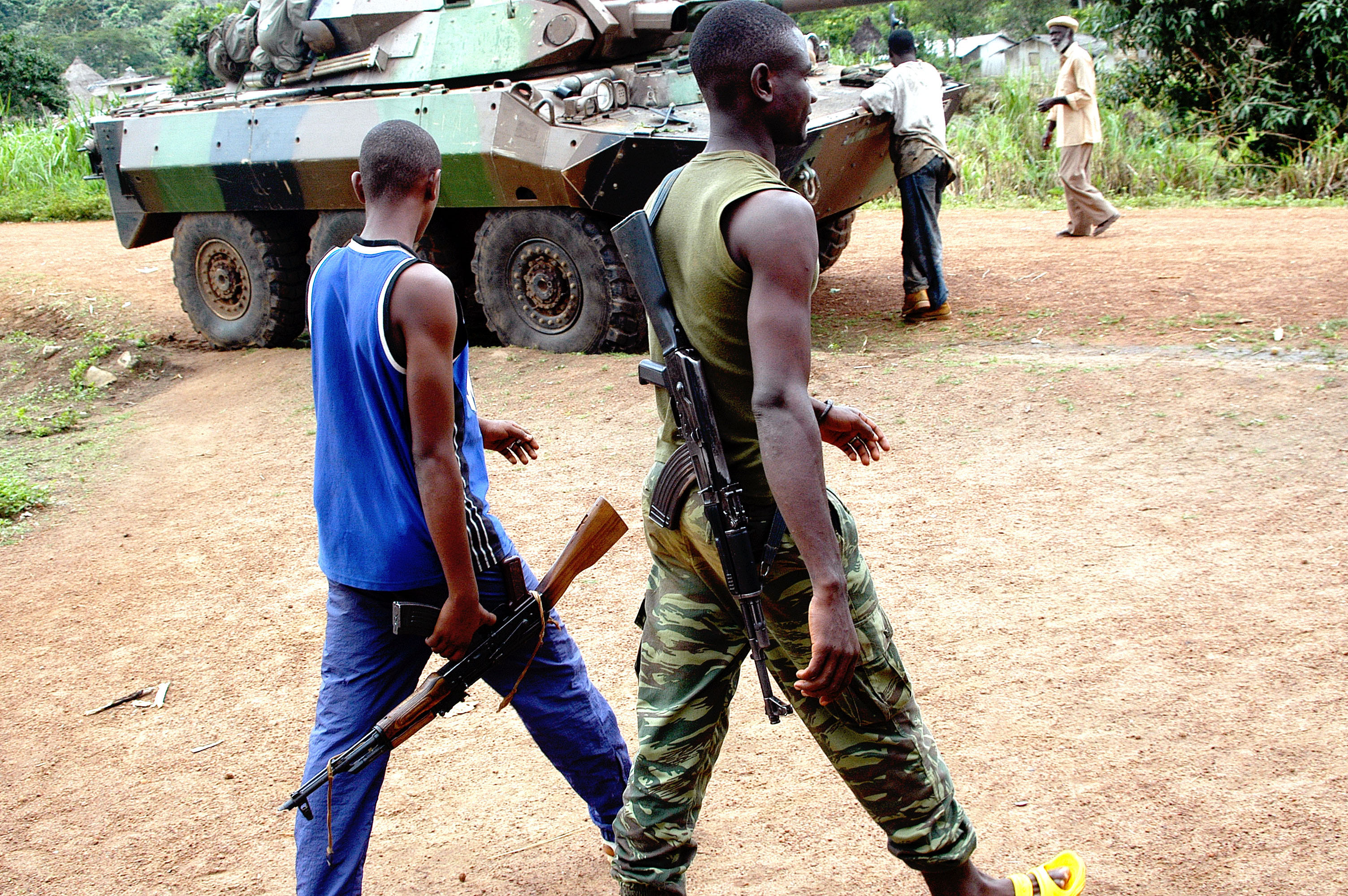
Des membres des Forces nouvelles devant un AMX-10 RC de l'armée française en faction en 2004.

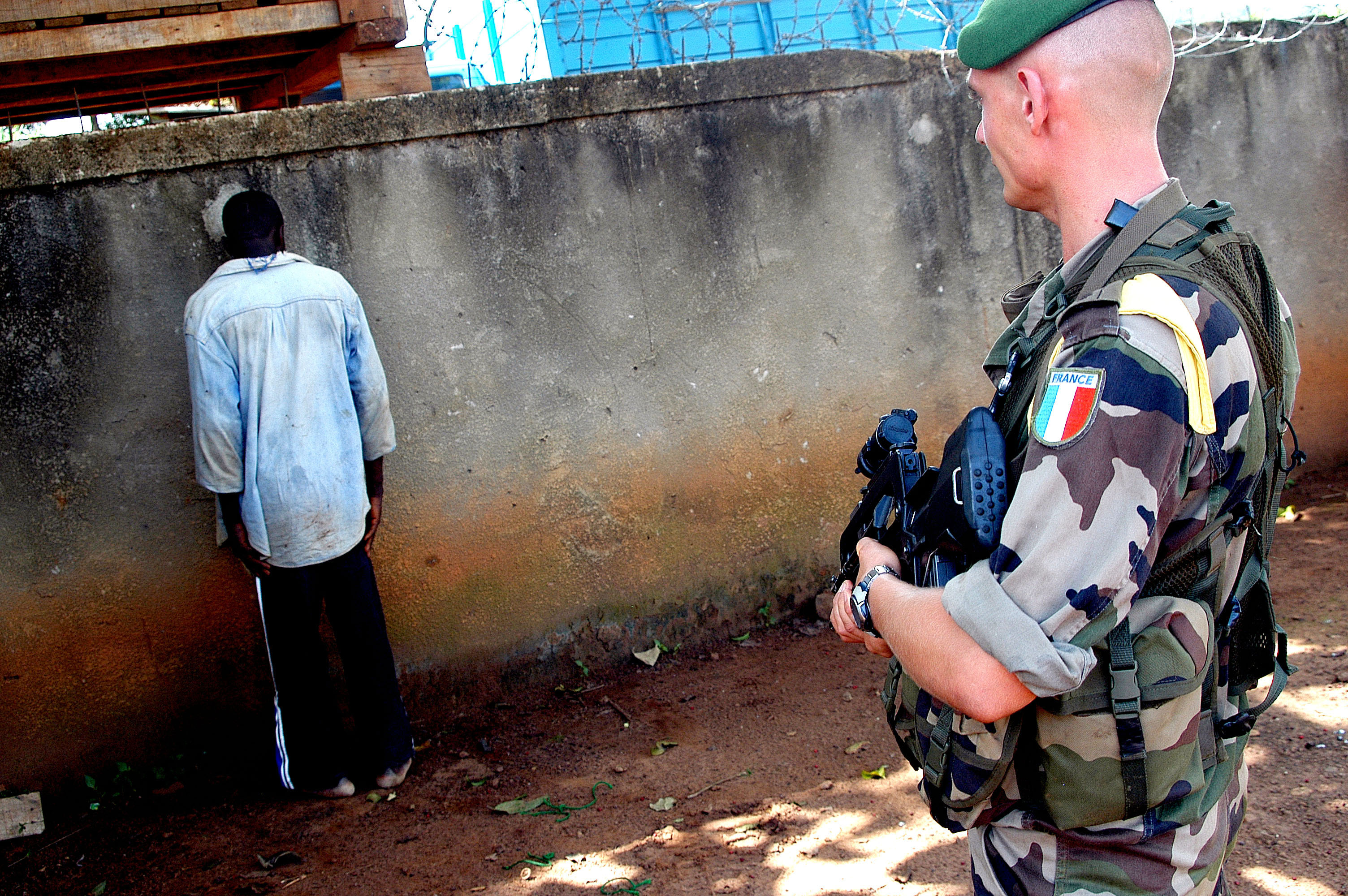
Un membre des Forces nouvelles capturé par la Légion étrangère en 2004 après un pillage.

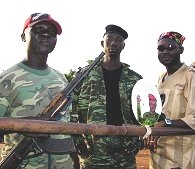
Des membres des Forces nouvelles le 20 décembre 2005.

Les FN ont divisé le territoire qu'il contrôlait en dix zones géographiques : Bouna (zone 1) ;  Katiola (zone 2) ; Bouaké (zone 3) ; Mankono (zone 4) ; Séguéla (zone 5) ; Man (zone 6) ; Touba (zone 7) ; Odienné (zone 8) ; Boundiali (zone 9) ; Korhogo (zone 10).
Au début de la rébellion, les zones des Forces nouvelles ont été placées sous l'autorité de commandants des opérations (CO) puis sous l'autorité de commandants de zone (comzones ou com'zones), qui étaient en réalité surtout de véritables chefs de guerre qui ont fait la loi dans le nord du pays de 2002 à 2011.

### Zone 1: Bouna
Elle couvre une région autour de Bouna et est dirigée par Mourou Ouattara, un ancien boxeur de la Société Omnisports de l'Armée (SOA). Ce comzone s'est particulièrement fait remarquer au début de la rébellion par le fort contingent de filles intégrées à son unité, dénommée « Atchengué » qui signifie « On y va » en moré.

### Zone 2: Katiola
Elle couvre une région englobant les circonscriptions administratives de Katiola, Dabakala, Niakaramandougou et Tafiré. La zone 2 est dirigée par Hervé Pélikan Touré alias « Vetcho », natif de Katiola et ancien chef d’état-major particulier de Guillaume Soro. Ce comzone est un ancien de la Garde républicaine, du 3e bataillon d'infanterie et du service des transmissions de l’État-major des forces armées nationales de Côte d'Ivoire (FANCI).

### Zone 3: Bouaké
Elle couvre la région autour de Bouaké et est dirigée par l'unité Anaconda de Issiaka Ouattara dit Wattao et par Chérif Ousmane dit « Papa Guépard » du nom de son unité « les Guépards ». Ce comzone est un ancien de la Force d’intervention rapide para-commando (Firpac) et un ex-chauffeur du général Mathias Doué durant la transition militaire dirigée par Robert Guéï.
Ce dernier doit néanmoins cohabiter avec Tuo Fozié, le directeur des services de police et de gendarmerie des FN, ainsi qu’avec Koné Messamba, le directeur des forces paramilitaires.

### Zone 4: Mankono
Elle couvre la région autour de Mankono, une aire relativement enclavée, et est dirigée par Zoumana Ouattara alias « lieutenant Zoua » , natif de Ferkessédougou. Ce comzone  est un ancien de l'École des forces armées (EFA) de Bouaké.

### Zone 5: Séguéla
Cette zone couvre une région englobant les circonscriptions administratives de Séguéla et Vavoua.
Elle était dirigée par Koné Djakaridja alias Zakaria alias Zacharia Koné avant que celui-ci, considéré comme proche d'Ibrahim Coulibaly ne soit démis de ses fonctions par Guillaume Soro et exilé manu militari au Burkina Faso en 2008 pour insubordination par Wattao. Ce chef de guerre est l’un des plus redoutés au Nord et a la réputation de posséder des pouvoirs mystiques.
Cette zone est ensuite dirigée par Ouattara Issiaka dit « Wattao » tout en ayant son quartier général à Bouaké, par ailleurs chef d’état-major adjoint des Forces armées des forces nouvelles. Ce comzone qui dirige l'unité « Anaconda » à Bouaké est un ancien de la Société Omnisports de l'Armée (SOA), l'équipe sportive des Forces armées nationales de Côte d'Ivoire (FANCI).

### Zone 6: Man
Cette zone couvre la région des Dix-Huit Montagnes, une zone réputée difficile en raison de sa position frontalière de la Guinée et du Liberia.
Elle est dirigée par Losseni Fofana alias « Loss » et plus connu sous le nom de « Cobra ». Ce comzone, un ancien de la Force d’intervention rapide para-commando (Firpac), classe 93/2A, est devenu l’un des hommes forts de la rébellion avec la conquête après de durs combats de l’Ouest ivoirien tenu par des miliciens pro-Gbagbo et des mercenaires libériens.

### Zone 7: Touba
Cette zone couvre la région du Bafing, une zone charnière située entre Man et Odienné.
Elle est dirigée par Aboudrahamane Traoré dit « Dramane Touba » ou encore Daouda Doumbia, un ancien sous-officier des FANCI qui, après avoir servi à l'École de Forces Armées (EFA) puis au 3e bataillon de Bouaké est entré dans la rébellion des Forces nouvelles où il a évolué à l'ombre de Chérif Ousmane.

### Zone 8: Odienné
Située dans l'extrême Nord-ouest du pays, la zone 8 est une région assez complexe en raison de sa vaste étendue, de sa double frontière avec le Mali et la Guinée mais également à cause de son éloignement de Bouaké, siège de la rébellion. 
Elle est dirigée par Ousmane Coulibaly dit « Ben Laden » un ancien para-commando et agent de transmission radio originaire de Siempurgo, dans le département de Boundiali. Avant d'être nommé à Odienné, Ousmane Coulibaly était commandant des opérations à Man puis commandant de secteur Niellé, Diawala et Pogo.

### Zone 9: Boundiali
Située dans le nord-ouest du pays, entre la zone d'Odienné et celle de Korhogo, la zone 9 est dirigée par Gaoussou Koné dit « Jah Gao » participant actif dans le coup d'État militaire du général Robert Guéï et entré dans la rébellion des Forces nouvelles. Commandant du secteur de Kong, il est depuis 2006 le commandant de la zone Boundiali-Tingrela.

### Zone 10: Korhogo
Située dans l'extrême-nord du pays, cette zone couvre la région située entre les localités de Pogo, ville à la frontière ivoiro-malienne, de Laléraba à la frontière ivoiro-burkinabé, de Longo plus au sud de Tarato à l'ouest et de Kafolo à l'est. Les villes de Ouangolo, Ferkessédougou, Diawala, Pogo, M’bengué, Dikodougou, Napié, Sinématiali font notamment partie de cette zone.
Le chef rebelle se nomme Fofié Martin Kouakou, ex-caporal de l'armée régulière, devenu « commandant ». Il finira sanctionné par l'Organisation des Nations unies pour « violations répétées des droits de l'homme et enrôlement des enfants soldats ». C'est un homme d'un charisme indiscutable[réf. nécessaire], mais qui, du fait des massacres de la population, tente de redorer son blason par des vastes chantiers d'assainissement, de reconstruction d'édifices en ruine, et par une sécurisation relative des biens et des personnes. Mais tous ces travaux sont financés par un « impôt » contraignant et parfois exorbitant prélevé sur les opérateurs économiques de la ville[réf. nécessaire]. Il est originaire de Bondoukou[réf. nécessaire].

## Les comzones après la chute du régime de Laurent Gbagbo
En 2011, avec la conquête d'Abidjan, les ex-comzones, désormais membres formellement des FRCI, ont divisé la capitale en zones autonomes (appelées aussi « groupements tactiques ») :
- Issiaka Ouattara contrôle les très rentables quartiers sud – où sont situés le port autonome d’Abidjan ainsi que de nombreuses entreprises
- Chérif Ousmane a pris le contrôle des communes du Plateau et d’Adjamé.
- Cinq autres comzones se partagent les autres quartiers de la ville : Morou Ouattara (un cousin de Wattao), Zacharia Koné, qui est réapparu avec l'assaut d'Abidjan et a fait partie du commando qui a capturé Laurent Gbagbo, Hervé Pélikan Touré dit « Vetcho » à la tête du « bataillon mystique »[6], Ousmane Coulibaly et Gaoussou Koné.

Au premier trimestre de l'année 2012, ces ex-chefs de guerre reçoivent chacun le grade de commandant.
Deux ans après l'accession au pouvoir d'Alassane Ouattara, ces anciens « comzone » n'ont rien perdu de leur influence et détournent une partie de l'activité économique du pays, notamment les productions de cacao, de noix de cajou, de coton et de diamants.
En 2013, la plupart des anciens comzones, toujours craints par le pouvoir, ont bénéficié de diverses promotions et ont été promus au grade de lieutenant-colonel au début de l'année 2014 :
- Morou Ouattara, devenu membre des forces spéciales
- Wattao a été nommé commandant en second de la garde républicaine
- Fofié Martin Kouakou, après s'être vu confier la surveillance du prisonnier Gbagbo avant que celui-ci ne soit transféré à la prison de la Cour pénale internationale (CPI), dirige désormais la Compagnie territoriale (CTK)
- Ousmane Coulibaly, jusque-là en charge la sécurité de Yopougon, devient préfet de la région du Bas-Sassandra (San Pedro) en 2012[11]
- Zacharia Koné est nommé commandant en second du Bataillon d’artillerie sol-air (Basa) à Akouédo
- Zoumana Ouattara dirige le premier bataillon d’infanterie depuis août 2012
- Gaoussou Koné est le commandant en second du bataillon des commandos parachutistes
- Hervé Touré est aujourd’hui le numéro deux des services de renseignements de la présidence.

En 2014, beaucoup de ces anciens chefs de guerre sont envoyés en formation, tant pour les éloigner que pour pallier certaines insuffisances.
Tuo Fozié, jusque-là chargé de la lutte contre le racket, et Messamba Koné, qui ne sont pas des comzones à proprement parler, ont été désignés respectivement préfet des régions du Zanzan et du Moyen-Cavally en 2012. D'autres encore comme Issouf Ouattara alias Kobo et le lieutenant-colonel Adama Yéo sont devenus responsables de la sécurité de Guillaume Soro.
À la suite des mutineries du mois de janvier 2017, le lieutenant-colonel Issiaka Ouattara dit Wattao est nommé à la tête de la garde républicaine, le lieutenant-colonel Chérif Ousmane commandant du 1er Bataillon de Commandos et de Parachutistes. À la tête de la sécurité du président de l’assemblée nationale Guillaume Soro, le lieutenant-Colonel Morou Ouattara est enfin nommé commandant du bataillon de Sécurisation de l’Est, bien que, en septembre 2016, le tribunal militaire d’Abidjan s’apprêtait à convoquer le lieutenant-colonel Morou Ouattara, ce commandant en second des Forces spéciales des FRCI pour une implication dans le vol des primes des forces spéciales.
Au mois de mai 2017, ex-comzones Issiaka Ouattara, Chérif Ousmane, Koné Zakaria et Hervé Touré tentent de négocier pour apaiser la mutinerie dite des 8400.
Souffrant du diabète, le colonel-major Issiaka Ouattara – dit « Wattao » – est mort le 5 janvier 2020, à New York, où il était soigné depuis plusieurs semaines.

## Exactions
Entre 230 et 500 partisans du chef rebelle Ibrahim Coulibaly ont été exécutés par des miliciens des Forces nouvelles, dirigées par Guillaume Soro à l'issue de combats à Korhogo et à Bouaké en 2004. Plusieurs dizaines de victimes sont mortes par suffocation dans un conteneur placé au soleil. Certains cadavres ont été retrouvés les mains ligotées, d’autres portaient à la tête un impact de balle ou avaient été amputés de certains membres, ce qui témoigne d’exécutions sommaires.